# Cray XT6
Il Cray XT6 è un'architettura di supercomputer sviluppata dalla Cray presentata il 16 novembre 2009. L'XT6 è un'evoluzione della precedente XT5, nella nuova architettura i processori sono degli AMD Opteron 6100 a 8 o 12 core, questi permettono di racchiudere in ogni armadio fino a 2304 core di calcolo. L'XT6 è basato come il precedente XT5 su una connessione SeaStar2+, questa è una rete toroidale tridimensionale ad alta velocità. Ogni nodo XT6 ha due socket per i processori, un router SeaStar2+ e 32 o 64 GB di DD3 SDRAM. Quattro nodi formano un sistema blade X6
La famiglia XT6 esegue il sistema operativo Cray Linux Environment 3. Questo incorpora il sistema operativo SUSE Linux e il Cray Compute Node Linux.
La variante XT6m presentata insieme all'XT6 è una versione ridotta dell'architettura principale. XT6m è un'architettura ottimizzata per un numero di core tra i 700 e i 13000 e gestisce al massimo 6 armadi.
Il primo cliente dell'XT6 è stato l'Engineering and Physical Sciences Research Council (EPSRC) nel Regno Unito che aggiorno il precedente sistema XT5 HECToR presso l'University of Edinburgh nel 2010. Il 25 maggio 2010 è stata presentata l'architettura Cray XE6, un'evoluzione dell'XT6.